# Bara naturlig försurning
Bara naturlig försurning är ett av Sveriges 16 nationella miljömål som antogs 1999. Bara naturlig försurning är det 3:e miljömålet och riksdagen definierar det som: "De försurande effekterna av nedfall och markanvändning ska underskrida gränsen för vad mark och vatten tål. Nedfallet av försurande ämnen ska inte heller öka korrosionshastigheten i markförlagda tekniska material, vattenledningssystem, arkeologiska föremål och hällristningar."

## Naturvårdsverket
Naturvårdsverket är en statlig förvaltningsmyndighet som ansvarar för miljömålet. Myndigheten arbetar på uppdrag av den svenska regeringen med miljöfrågor inom Sverige, inom EU och internationellt.

## Uppföljning av miljömålet
De svenska miljömålen följs upp årligen, och en fördjupad utvärdering görs vart fjärde år.

### Målbedömning
Senaste bedömning för miljömålet Levande sjöar och vattendrag (mars 2023) är att målet inte nås och men att utvecklingen i miljön är positiv. Detta motiveras så här:
Nedfallet av försurande ämnen har under de senaste decennierna minskat, liksom antalet försurade sjöar och vattendrag. Fler åtgärder krävs dock för att minska utsläppen från landbaserade källor i Europa och från internationell sjöfart. Den nya luftvårdspolitiken och revideringen av takdirektivet inom EU är viktiga insatser. Nationellt krävs åtgärder främst för att minska skogsbrukets påverkan.

### Indikatorer
Som stöd för bedömningen används bland annat fyra indikatorer:
- Andel försurade sjöar (större än 1 hektar) klassade enligt bedömningsgrunder[3]
- Skogsbrukets försurande påverkan[4]
- Mängd vått och torrt nedfall av svavel per hektar granskog[5]
- Utsläpp av försurande ämnen från sjöfart[6]

Indikatorerna uppdateras med olika intervall beroende på hur ofta det finns nya data. Till varje indikator finns även en kommenterande text som förklarar utvecklingen.

### Fördjupad utvärdering
Den senaste fördjupade utvärderingen av Bara naturlig försurning gjordes 2023.